# Heuilley-Cotton
Heuilley-Cotton era una comuna francesa situada en el departamento de Alpes Marítimos, de la región de Provenza-Alpes-Costa Azul, que el 1 de enero de 2016 pasó a ser una comuna delegada de la comuna nueva de Villegusien-le-Lac al fusionarse con la comuna de Villegusien-le-Lac.

## Demografía
| Gráfica de evolución demográfica de Heuilley-Cotton entre 1800 y 2013 |
|                                                                       |

Los datos demográficos contemplados en este gráfico de la comuna de Heuilley-Cotton se han cogido de 1800 a 1999 de la página francesa EHESS/Cassini, y los demás datos de la página del INSEE.